# Михайлова Рада Дмитрівна
Рада Дмитрівна Миха́йлова (нар. 18 квітня 1958, Новоград-Волинський) — українська мистецтвознавиця і педагог; член Національної спілки художників України з 2000 року. Кандидат історичних наук з 1994 року, доктор мистецтвознавства з 2009 року, професор з 2012 року.

## Біографія
Народилася 18 квітня 1958 року в місті Новограді-Волинському (нині Звягель Житомирської області, Україна). 1980 року закінчила Київський художній інститут.
Протягом 1982—1987 років працювала викладачем кафедри теорії та історії культури Рівненського інституту культури. З 1987 року працює у Києві: у 1987—2004 роках — в Інституті археології Національної академії наук України. 1994 року захистила кандидатську дисертацію на тему: «Художня культура Південно-Західної Русі Х — першої половини ХІV століття (за матеріалами декоративно-прикладного мистецтва)». З 2004 — в Інституті мистецтвознавства, фольклористики та етнології імені Максима Рильського Національноїа академії наук України: з 2010 року — провідний науковий співробітник. У 2009 році захистила докторську дисертацію на тему: «Художня культура Галицько-Волинської Русі». Протягом 2013—2017 років обіймала посаду завідувача кафедри теорії та історії мистецтв Київського університету культури і мистецтв.
Нині викладає дисципліну «Історія мистецтва та дизайну» на кафедрі дизайну інтер'єру і меблів у Київському національному університеті технологій та дизайну. Мешкає у Києві в будинку на бульварі Академіка Вернадського, № 61.

## Наукова діяльність
Працює в галузі мистецтвознавства, досліджує архітектуру, образотворче та ужиткове мистецтво в ретроспективно-компаративних вимірах історії української, європейської і світової художніх культур; художні процеси в сучасній культурі України та світу; теорію та історію дизайну. Автор понад 250 наукових праць, зокрема:
- «Калевала»: деякі аспекти історичного та етнокультурного вивчення // «Народна творчість та етнологія». 2005. № 4;
- Художня культура Галицько-Волинської Русі. Київ, 2007;
- Історичний та батальний живопис. Пейзаж, натюрморт, інтер'єр, побутовий жанр. Скульптура. Жанровий живопис. Графіка. Мистецтво середини ХVІІ — середини ХVІІІ ст. // Історія українського мистецтва: У 5 томах. Том 3. Київ, 2011;
- «Пластика» та «пластичність» як мистецтвознавчі категорії // Мистецтвознавчі записки: Збірка наукових праць. Київ, 2015. Випуск 28.

Авторка статей в Енциклопедії історії України (Орда Наполеон, Рєпін Ілля Юхимович, Пфістер Йоган) та Словнику художників України (Київ. Видавництво ІМФЕ. 2019). 